# GOM Player
是韓國的GRETECH開發的一款在Windows平台上的免費媒體播放器。

## 支持的视频格式
- 未下載完成或損壞的AVI檔案（跳過損壞的幀）
- HTTP串流（ASF/OGG/MP3/AVI）
- DirectShow播放（AVI，WMV，Matroska，QuickTime，MP4，3GP，Google Video，Flash Video，VOB，Ogg，OGM，RMVB，MPEG-1，MPEG-2）
- RealMedia檔案（需要Real Alternative）
- QuickTime檔案（需要QuickTime Alternative）
- DVD播放（需要MPEG-2編解碼器）
- Audio CD（只有2000, XP）
- Video CD/SVCD/XCD（页面存档备份，存于）

## 音/视频格式
- 视频格式：MPEG-1、MPEG-4 Part 2、H.263(+)、H.264 (MPEG-4 AVC)、MSVIDC、MS MPEG4 V1/2/3、Flash Video、MJPEG。
- 音频格式：Vorbis、AMR、QCELP、EVRC、MP3。

## 字幕格式
- Unicode Text Subtitles
- SAMI（smi）
- SubRipText（srt），MicroDVD（sub），SMIL/RealText
- SubStation Alpha（ssa），Advanced SubStation Alpha（ass）
- VOBsub（sub/idx）
- Embedded subtitles of ASF，MKV，OGM

## 外部連結
- GomTV官網（Korean） （页面存档备份，存于）
- Gom Software官網 （页面存档备份，存于）
- Software Review by Softpedia （页面存档备份，存于）
- Software Review by Techtree

## 腳注
1. ↑  https://www.gomlab.com/en/gomplayer-media-player/release-note.
2. ↑  . 2023年6月22日  [2023年7月6日].
3. ↑  . 2020年2月26日  [2023年7月6日].
4. ↑  . 2023年6月26日  [2023年7月6日].